# Coelogyne motleyi
Coelogyne motleyi é uma espécie de orquídea epífita, família Orchidaceae, originária de Borneu.